# UNSCOP
UNSCOP (англ. United Nations Special Committee on Palestine, Специальный комитет ООН по Палестине) — был создан 15 мая 1947 года в ответ на просьбу правительства Великобритании о том, чтобы Генассамблея ООН «разработала рекомендации согласно 10 статье Хартии, относительно будущего правительства Палестины». Британское правительство также рекомендовало созвать специальный комитет для подготовки доклада для Генеральной Ассамблеи. Генассамблея приняла рекомендацию и создала комитет UNSCOP для расследования конфликта в Палестине и, при возможности, выработки решения по его разрешению. UNSCOP состоял из представителей 11 стран. Члены комитета UNSCOP посетили Палестину и собрали показания сионистских организаций в Палестине и в США. Арабский верховный комитет (Arab Higher Committee) бойкотировал деятельность комиссии, объясняя это тем, что естественные права палестинских арабов были очевидны сами по себе и не могли быть в дальнейшем предметом расследования, но заслуживали признания на основании принципов Хартии ООН.

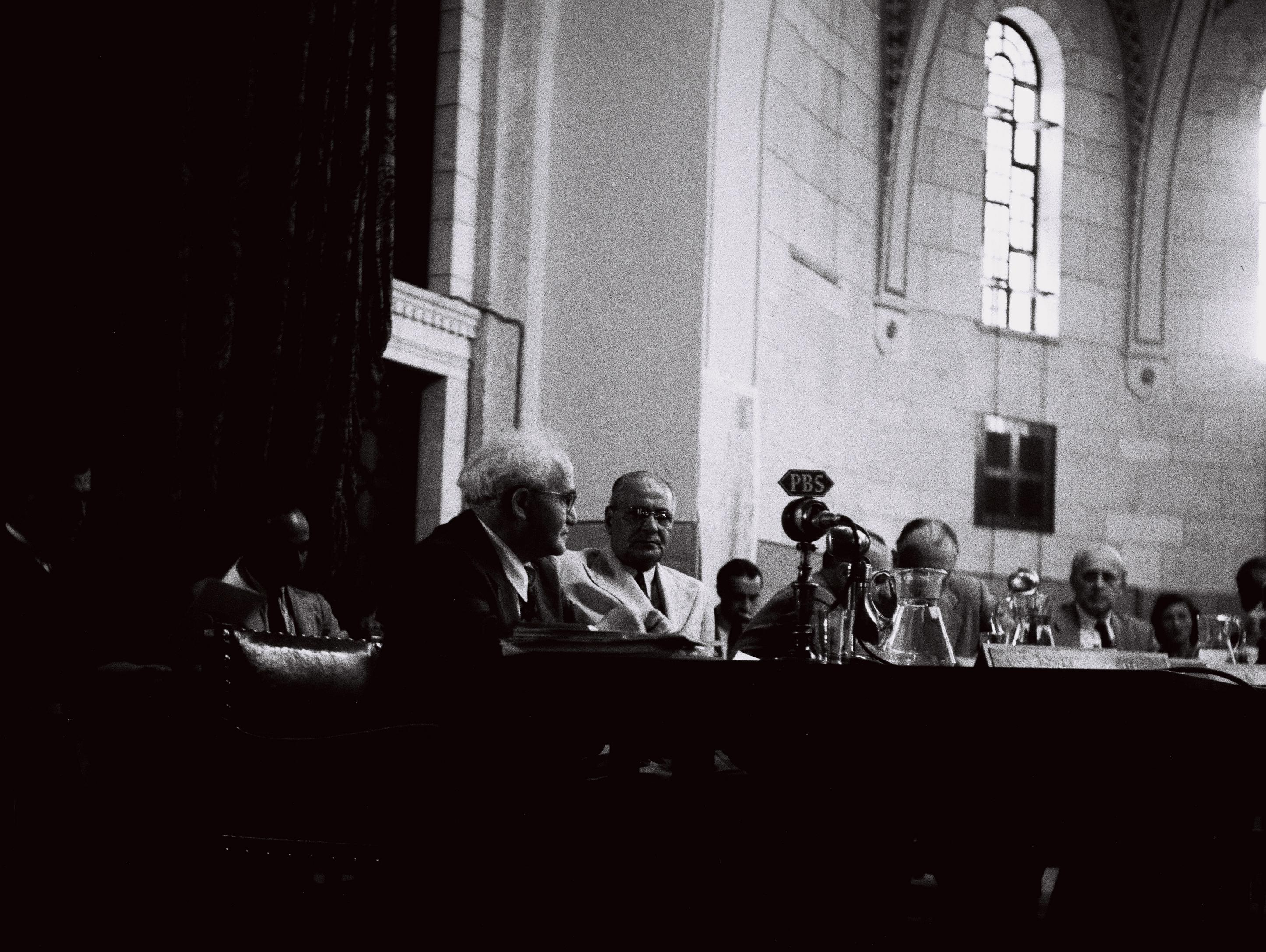
Давид Бен-Гурион даёт показания перед членами комитета UNSCOP в Иерусалиме

Отчёт комитета от 3 сентября 1947 года поддерживал окончание Британского мандата в Палестине. Он содержал предложение большинства о Плане по разделу Палестины на два независимых государства с Экономическим Союзом (Глава VI) и предложение меньшинства о Плане одного Федерального союза со столицей в Иерусалиме (Глава VII). 29 ноября 1947 года Генассамблея ООН приняла Резолюцию № 181, основываясь на плане большинства UNSCOP (с небольшими изменениями изначально предлагаемых рекомендаций).

## Создание комитета
15 мая 1947 года Генеральная Ассамблея ООН основала «Специальный комитет ООН по Палестине» (UNSCOP). Специальному Комитету были предоставлены широкие полномочия для установления и регистрации фактов, для расследования всех вопросов, относящихся к палестинской проблеме, а также для составления рекомендаций. Комитет был наделён полномочиями проводить расследования в Палестине и в тех местах, где сочтёт нужным.
Было принято решение, что комитет должен состоять из представителей «нейтральных» стран, исключая 5 постоянных членов Совета Безопасности, включая мандатные полномочия. Окончательный состав комитета включал представителей стран: Австралия, Канада, Чехословакия, Гватемала, Индия, Иран, Нидерланды, Перу, Швеция, Уругвай и Югославия.

### Список членов комитета
| - Австралия - John Hood, представитель - S. L. Atyeo, заместитель - Канада - Justice Айвен Ранд, представитель - Leon Mayrand, заместитель - Чехословакия - Karel Lisicky, представитель - Richard Pech, заместитель - Гватемала - доктор Хорхе Гарсия Гранадос, представитель - Lic.Emilio Zea Gonzalez, заместитель и секретарь - Индия - сэр Abdur Rahman, представитель - Venkata Viswanathan, заместитель - H. Dayal, второй заместитель - Иран - Насролла Энтезам, представитель - доктор Ali Ardalan, заместитель | - Нидерланды - доктор N. S. Blom, представитель - A. I. Spits, заместитель - Перу - доктор Alberto Ulloa, представитель - доктор Arturo Garcia Salazar, заместитель - Швеция - Justice Emil Sandström, представитель - доктор Paul Mohn, - Уругвай - проф. Enrique Rodriguez Fabregat, представитель - проф. Óscar Secco Ellauri, заместитель - Edmundo Sisto, секретарь - Югославия - Vladimir Simic, представитель - Dr. Jože Brilej, заместитель |